# Danubio FC
Danubio F.C. este o echipă de fotbal din Montevideo.

## Titluri
- Primera División Uruguaya
  - Era Amatorilor (0): .
  - Era Profesioniștilor (3): 1988, 2004, 2007.
- Segunda División Uruguay 1945, 1960, 1970.
- Tercera División Uruguay 1943.

## Lotul curent
| Nr. |         | Poziție | Jucător                    |
| --- | ------- | ------- | -------------------------- |
| 1   | Uruguay | P       | Mauro Goicoechea           |
| 2   | Uruguay | F       | Santiago Etchebarne        |
| 3   | Chile   | F       | Matías Fracchia            |
| 5   | Uruguay | M       | Santiago Silva             |
| 6   | Uruguay | F       | Leandro Sosa               |
| 7   | Uruguay | M       | Ignacio Pintos             |
| 8   | Uruguay | M       | Ribair Rodríguez           |
| 9   | Uruguay | M       | Joaquín Fernández          |
| 12  | Uruguay | P       | Emiliano Bermúdez          |
| 14  | Uruguay | M       | Juan Millán                |
| 15  | Uruguay | F       | Sergio Rodríguez (căpitan) |
| 16  | Uruguay | M       | Mateo Peralta              |
| 17  | Uruguay | F       | Rafael Haller              |

| Nr. |          | Poziție | Jucător                 |
| --- | -------- | ------- | ----------------------- |
| 18  | Uruguay  | A       | Gonzalo Bueno           |
| 19  | Uruguay  | M       | Santiago Romero         |
| 20  | Uruguay  | F       | Lucas Ferreira          |
| 21  | Uruguay  | F       | Martín Rea              |
| 22  | Uruguay  | F       | Facundo Saravia         |
| 25  | Uruguay  | F       | Kevin Lewis             |
| 25  | Uruguay  | M       | Ignacio Pintos          |
| 29  | Columbia | M       | Jannenson Sarmiento     |
| 30  | Uruguay  | A       | Sebastián Fernández     |
| 33  | Uruguay  | A       | Gabriel Leyes           |
| 99  | Uruguay  | M       | Francisco Martinicorena |

## Jucători notabili
| - Jadson - Hamilton Ricard - Carlos Sánchez - Daley Mena - Nery Castillo - Derlis Florentín - Ricardo Guero Rodriguez - Fabián Carini - Edison Cavani - Javier Chevantón - Rubén Da Silva - Diego Forlán - Richard Núñez - Eber Moas | - Hernán Rodrigo López - Edgar Borges - Alcides Ghiggia - Rubén Olivera - Juan Burgueño - Carlos Romero - Álvaro Recoba - Rubén Sosa - Marcelo Zalayeta - Javier Zeoli - Alejandro Lembo - Bruno Silva - César Vega - Ignacio Gonzalez |